# Slim John
A Slim John a BBC és a British Council által készített, 1969-ben bemutatott 26 részes fekete-fehér televíziós nyelvoktató filmsorozat, melyet alapvetően külföldi forgalmazásra, nem-angol anyanyelvű, brit angol nyelvet tanuló hallgatóság számára készítettek. Az epizódokat egy kalandos science fiction kerettörténetre fűzték fel. A tévésorozattal egyidőben megjelentek annak hanganyagai, munkafüzetei, nyelvoktatási segédletei. A világ számos országában bemutatták. Az 1970-es évek elején a Magyar Televízióban is látható volt.

## Készítése
A brit angol nyelv külföldi oktatását gondozó British Council az 1960-as években felismerte, hogy a nyelvoktatásban túl kell lépni a második világháború korszakából örökölt oktatási módszereken, és a fiatal generációhoz a korabeli modern kommunikációs eszközökön át kell szólni, érdeklődési körüknek megfelelő témákkal és stílusban. A Slim John sorozat már ennek szellemében készült.
A British Council megbízásából John Wiles, David Campton, Brian Hayles és Ray Jenkins nyelvtanárok írták meg a történetet és annak nyelvi anyagát. Nyelvészeti szakértőként Geoffrey Broughton professzor működött közre, a Londoni Egyetemről. A fekete-fehérben forgatott sorozatot 26 db negyvenperces epizódba tagolták. A film díszleteit az Oliver Burridge Filmsetting Ltd. és a Crawley and Yendall & Co. londoni cégek készítették. A munkafüzet és a segédkönyvek rajzait Michael Ffolkes készítette.
A filmmel párhuzamosan egy kétkötetes nyelvkönyv, munkafüzetek, egyéb nyelvoktatási kiadványok és tanári segédanyagok is megjelentek. A hanganyag kapható volt hanglemezen és magnókazettán. A tévésorozat nagy sikert hozott, számos állam átvette. Az oktatási célú tévéműsorokon kívül iskolai nyelvtanfolyamokon egyaránt felhasználták. Úgy készítették el, hogy rádióadók is le tudták adni, hangjáték formájában. A sugárzás jogát megvette (többek között) Törökország, Ciprus, Franciaország, Finnország, Nyugat-Németország, Olaszország, Svédország, Brazília és Jugoszlávia állami televíziója is. A Varsói Szerződés tagállamai közül csak a magyar, a lengyel és a romániai állami televíziók mutatták be az 1970-es évek elején, óriási érdeklődést keltve.
A szereplők főleg fiatal, kezdő angol színészek voltak, akiket szép angol kiejtésük alapján válogattak össze. Többen közülük – így a címszereplő Simon Williams is – később elismert színpadi és filmszínészek lettek. A főgonosz Dr. Brain szerepére tapasztalt színészt választottak, Valentine Dyallt, aki más „rosszember” szerepekben már nevet szerzett. A filmes sajtó gyakran nevezte őt a „brit Vincent Price”-nak.

## A cselekmény
Az űrből ember formájú android robotok érkeznek Londonba, hogy átvegyék az uralmat a Föld lakossága fölött. A robotok terv szerint működnek, egy „Control” nevű központ irányítja őket. „Robot Five”, az 5. számú robot (Simon Williams) azonban fellázad, megszökik, összebarátkozik egy földi fiatal párral, Stevie-vel és Richarddal (Juliet Harmer, Allan Lee), akik a magas, karcsú robotfiút „Slim John” becenévvel ruházzák fel. Slim John kezdetben nem tud angolul, nyelvtudása az emberekkel beszélgetve és a Control-tól kapott nyelvleckék nyomán fejlődik.
A Control-lal kollaboráló gonosz Dr. Brain (Valentine Dyall) a többi robotot Slim John felkutatására küldi. Slim John és a többi robot hatalmas fizikai erővel rendelkezik, de időről időre lemerülnek és rendszeresen fel kell tölteniük magukat a Control által rendszeresen küldött üzenetek révén, mely az aktuális angol nyelvleckét tartalmazza. Ilyenkor leállnak és – a kezükben tartott, a mai okostelefonra emlékeztető mobil kommunikációs eszközön keresztül – angol nyelvi feladatokat oldanak meg, párbeszédeket gyakorolnak, így töltődnek fel. A robotoknak küldött feladatokat a néző a teljes képernyőn láthatja. A lecke végeztével a cselekmény folytatódik. A két földi fiatal és Slim John különböző kalandok után sikeresen felülkerekednek a robotokon, Dr. Braint rendőrkézre juttatják, a  Földre űrhajóval érkező Control-t elpusztítják. A leszámolás során a robotok is tönkremennek, de Miller, egy tudós szaki megjavítja Slim Johnt, aki ismét csatlakozhat földi barátaihoz.

## Főbb szereplők
- Slim John: Simon Williams
- Richard: Allan Lee
- Stevie: Juliet Harmer
- Dr. Brain: Valentine Dyall
- Miller: Bruno Barnabe(wd)
- Zero: Liz Reber

## Epizódlista
1. The man in the cupboard
2. Where is Robot Five?
3. Is he in London?
4. Orders from Control
5. Catch that robot!
6. Find the house!
7. Robot Five is dangerous
8. The shop in Park Street
9. There were some men in the shop
10. We’re going away
11. Out of London
12. We need to sleep
13. I want my car
14. The village
15. There’s no one in the car
16. The airfield
17. Don’t let him escape!
18. The hospital
19. Copies of Robot Five
20. The football match
21. Back to headquarters
22. Ready for the meeting
23. It’s late
24. Control is coming
25. Our plan must work
26. The last day